# Woodhaven (Regno Unito)
Woodhaven è un piccolo villaggio del Fife, Scozia, Regno Unito, situato tra Newport-on-Tay e Wormit, ridottosi, a causa dell'espansione dei predetti villaggi, a indicare il relativo porto.
Durante la seconda guerra mondiale il 333 Squadron Royal Norwegian Air Force stazionò a Woodhaven.